# 임영희
임영희(林詠熙, 1980년 5월 29일 ~ )는 대한민국의 농구 선수 출신 지도자이다. 선수 시절 포지션은 포워드이며, 한국여자프로농구 아산 우리은행 위비에서 활동했다. 현재 현역 시절 소속팀인 아산 우리은행 위비에서 코치를 맡고 있다.

## 경력
1999년 광주 신세계 쿨캣에 입단하였다.
2019년 3월 8일, 2018-19 시즌 정규리그 마지막 경기에 출장하며 WKBL 최초 600경기 출장 기록을 세웠다. 시즌 종료 후 선수 생활 은퇴를 선언하였으며 이후 아산 우리은행 위비의 코치로 활동할 예정이다.

## 기록
| 이중 칼표 | WKBL 기록 |

### 정규리그
| 시즌 | 팀   | G   | MPG   | 2P%  | 3P%  | FT%  | RPG  | APG  | SPG  | BPG  | PPG  |
| ---- | ---- | --- | ----- | ---- | ---- | ---- | ---- | ---- | ---- | ---- | ---- |
| 통산 | 통산 | 600 | 26:16 | 47.5 | 34.0 | 77.7 | 2.98 | 2.39 | 0.62 | 0.23 | 8.74 |

## 수상
WKBL
- 6× WKBL 챔피언: 2013, 2014, 2015, 2016, 2017, 2018
- WKBL 정규리그 MVP: 2013
- 2× WKBL 챔피언 결정전 MVP: 2013, 2014
- 3× WKBL 베스트 5: 2013, 2014, 2016
- 2× WKBL 3점 야투상: 2013, 2016
- 3× WKBL 모범선수상: 2010, 2017, 2019
- WKBL 기량발전상(MIP): 2010

### 국가대표팀
- 2014년 아시안 게임 농구 여자 –  금메달
- 2018년 아시안 게임 농구 여자 –  은메달